# Harem Suare
Harem Suare è un film del 1999 diretto da Ferzan Özpetek e scritto da Gianni Romoli e Özpetek.
È stato presentato nella sezione Un Certain Regard alla 52ª edizione del Festival di Cannes, ed è stato distribuito nelle sale italiane il 21 maggio 1999.

## Trama
L'anziana Safiye, di origine italiana, ferma in una stazione, racconta alla giovane Anita, che sta par partire per l'Oriente, la sua storia di concubina nell'harem del sultano Abdul Hamid II.
Agli inizi del Novecento, alla vigilia del crollo dell'Impero Ottomano, Safiye e l'eunuco Nadir stringono un patto per far sì che la ragazza diventi la favorita del sultano. Mentre portano avanti questo piano, i due finiscono per innamorarsi e, a dispetto della condizione di evirato di Nadir, a consumare il loro amore. Purtroppo tutto ciò che Safiye conquista crolla miseramente: il figlio che avrà dal sultano muore avvelenato da una delle sue invidiose rivali, l'harem viene chiuso (con Abdul Hamid II mandato nel 1909 in esilio sorvegliato a Salonicco), e per sopravvivere lei torna dopo moltissimi anni in Italia, dove si esibisce a teatro venendo presentata come «l'ultima favorita del sultano».

## Produzione
Il film è stato girato a Istanbul e sono stati utilizzati più di 15 set. Tra quelli storicamente autentici ci sono lo studio di Abdul Hamid II, la stanza della Valide, alcuni interni dello Yıldız, il teatro e la centrale elettrica del 1901 che dava la luce al palazzo del sultano. L'harem originario, distrutto in un incendio negli anni 1920, è stato ricostruito in studio.

## Colonna sonora
Le musiche della colonna sonora sono state composte da Pivio e Aldo De Scalzi. L'album vede la partecipazione di Antonella Ruggiero, che esegue il brano Il sole al Nadir.
1. Voodoo contro la favorita – 0:33
2. Harem Suare (tema) – 1:44
3. Il bacio ed i nuovi arrivi – 0:56
4. Donne nell'hamam – 0:50
5. Il gatto ed il sultano – 0:31
6. Incendio – 1:06
7. Caravanserraglio – 4:16
8. Antonella Ruggiero – Il sole al Nadir – 5:18
9. Festa della nascita – 0:49
10. Supplica per l'antidoto – 2:16
11. Lettera – 3:01
12. Preparazione della rivale – 1:18
13. Carezze tra amanti – 1:25
14. Prove di lotta – 2:36
15. Quando arriva l'eclisse – 1:17
16. Stabat Mater – 1:39
17. Tre mele – 0:53
18. Ombre perdute – 0:55
19. Comandi – 0:46
20. Danza arabesca  – 1:31
21. La centrale abbandonata – 3:45
22. Prendi, questa è l'immagine – 1:49
23. Il sultano – 1:22
24. Addio del passato, bei sogni ridenti – 1:44
25. Addio del passato, bei sogni ridenti – 1:05
26. Salone vuoto – 0:59
27. Harem suare (titoli di testa) – 1:40
28. Antonella Ruggiero – Il sole al Nadir (pads version) – 4:29

## Accoglienza
(Irene Bignardi, La Repubblica, 23 maggio 1999)
(Marco Chiani, Movieplayer.it)

## Riconoscimenti
- 1999 – Festival internazionale del cinema di Adalia
  - Miglior attrice non protagonista a Serra Yılmaz
- 1999 – Premio Gianni Di Venanzo
  - Miglior fotografia italiana a Pasquale Mari
- 2000 – Globo d'oro[6]
  - Miglior attrice a Lucia Bosè

## Edizione DVD
L'edizione DVD del film è stata commercializzata solamente a partire dal 13 marzo 2007, distribuito da CG Entertainment.